# Atesta brooksi
Atesta brooksi là một loài bọ cánh cứng trong họ Cerambycidae.